# Mark Tilbury
Mark Tilbury (n. 15 septembrie 1968, Canterbury, Regatul Unit)  este un antreprenor britanic, milionar și creator de conținut, renumit pentru experiența sa în afaceri, finanțe personale și investiții. Născut pe 15 septembrie 1968, în Anglia, el și-a început cariera antreprenorială de la o vârstă fragedă, obținând succese semnificative în diverse proiecte. Este CEO al mai multor companii de succes.
Locuiește în Monaco alături de soție și cei trei copii ai lor. Venitul lui net e de aproximativ 8 milioane de lire sterline.

## Biografie
Mark Tilbury s-a născut în Canterbury, Anglia, pe 15 septembrie 1968, într-o familie săracă.
A părăsit școala unde studia (Fulston Manor School din orașul Sittingbourne) la 16 ani, fără bani. Prima lui slujbă a fost să creeze coșuri de gunoi din lemn, pentru care era plătit cu mai puțin de 2 dolari pe oră. Șeful lui a continuat să îi ofere cele mai proaste activități, așa că a decis să demisioneze și să își înceapă propria afacere. Trei decenii mai târziu a devenit milionar. Își câștigă averea prin marketing online, investiții, imobiliare, un canal de YouTube și un podcast.
Este căsătorit și are trei copii.